# 普天堡战役
普天堡战役，又称普天堡袭击事件，指的是1937年6月4日中国东北抗日联军越过满洲帝国与朝鲜的边境，袭击日本统治下的甲山郡普天堡的事件。这次战斗的指挥官受到朝鲜境内朴金喆率领的祖国光复会（조국광복회）的支援。如今朝鲜民主主义人民共和国的历史教科书将此次事件列为金日成率军抗日的重要战功，并广为纪念和大规模宣传。

## 事件经过
根据当时《东亚日报》的新闻报道，1937年6月4日晚上10时，靠近满洲国边境的日占朝鲜咸镜南道甲山郡惠山镇普天面保田里的普天堡（今属两江道普天郡普天镇），遭到共产主义武装的袭击。这支队伍的指挥官自称是东北抗日联军第一路军第二军第六师金日成。
第六师90名士兵分为六队，进入普天堡地区之后，得到80名朝鲜工作人员的响应。这些士兵又分为十六队，于夜10时袭击了普天面警察的驻在所，别动队则袭击试验场、营林署、森林保护区、消防署。
当时驻在所里面共设有7名警察官，遇袭当晚共有5名在岗，其中包括了2名朝鲜人。遭到枪击的时候，5名警察官全部逃走，无一人伤亡。只有巡查的一名幼子与母亲在避难中受到枪击，当场死亡。第六师占领了驻在所，夺取了枪支弹药。
接下来，第六师放火烧毁了普天面的事务所（行政中心）、邮便局的建筑物、书籍等，大火蔓延，也烧毁了普通学校。此后还袭击了商店和住宅，从当地居民处夺取了现金4000日圆（约合今日的6000万日圆），以及其他物资。受到波及的居民多为朝鲜人，还有一名经营料理店的日本人在自己的居室里被杀害。
此后，袭击队抛洒了4种传单，然后撤退。这次袭击总共损失为1万6000日圆（约合今日2亿4000万日圆）。
翌日，日本警察开始追击。金日成率部队撤退。途中与日本警察发生交战，警察死7人、伤14人。
此次事件经过《东亚日报》的连续报道被广为知晓，当时的《东亚日报》由于“孙基祯选手日章旗抹消事件”而暂时被停刊后复刊没过多长时间。因此把当时发生的“普天堡事件”作为“事件新闻”予以较大规模的报道。朝鲜境内的各大报纸也广为报道，金日成之名也因此为朝鲜人所知。日本对此次事件很重视，悬赏3000日圆捉拿第一路军的首领魏拯民和吴成崙，悬赏2000日圆捉拿袭击指挥官金日成和崔贤。后来，对捉拿金日成的赏金提升到了2万日圆（约合今日3亿日圆）。
当时朝鲜东岸开通铁道惠山线，惠山镇以该铁道的终点而成为城市。普天堡以面事務所（村行政所）为中心，共有1383名居民，其中日本人26户50名、满洲国人2户10名、朝鲜人280户1323名，是一个小面（村）。由于在重要都市惠山镇附近发生这类事件，日本警察极为重视。此次事件之后，当地居民很害怕，纷纷迁离此地，导致当地人口不足。

## 争议和谜团

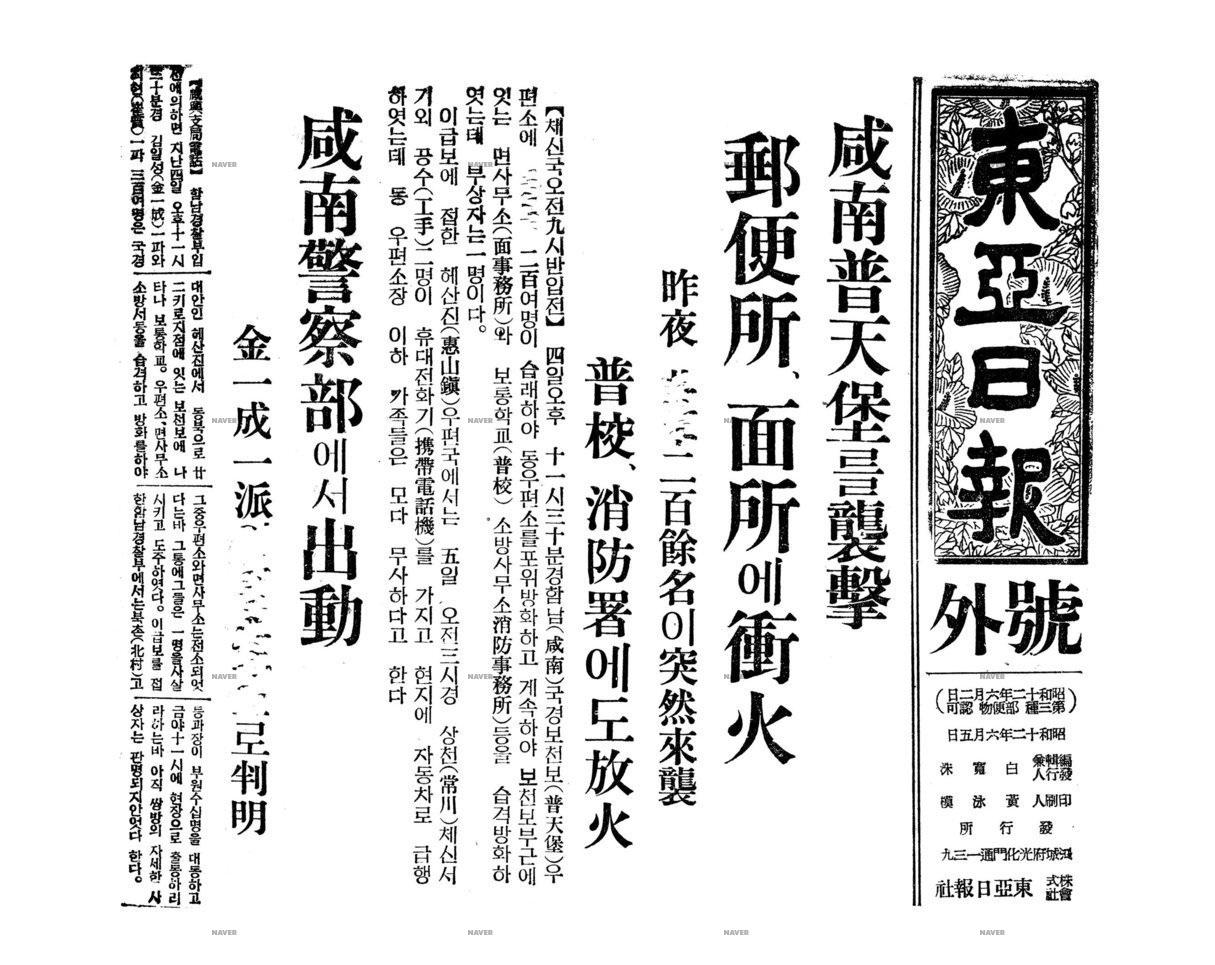
《东亚日报》对普天堡袭击事件的连续报道。

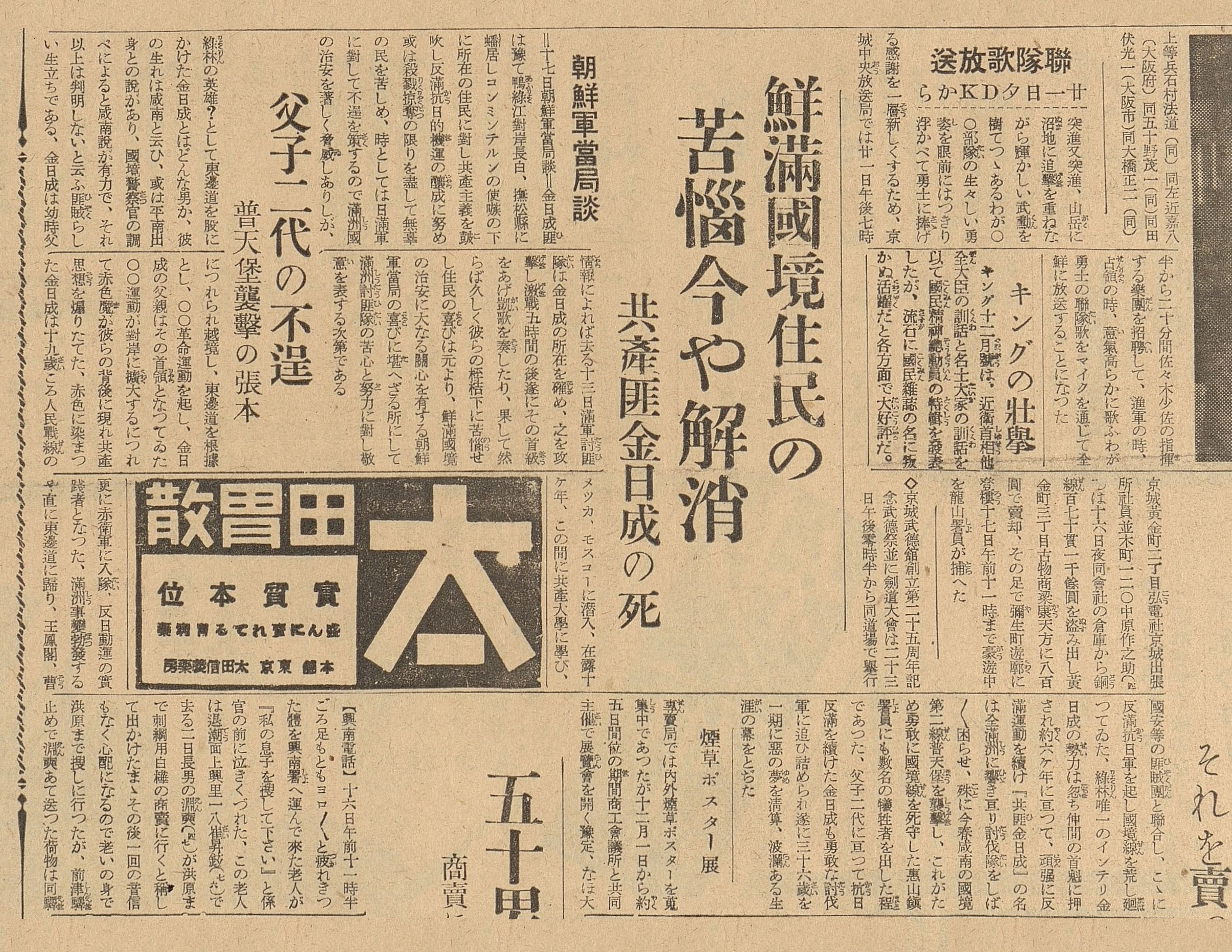
第6师长 金日成 被杀 记事 : 京城日报 1937年 11月 18日字

1937年11月18日，朝鲜的京城日报发布了金日成被满洲国军击毙的报导。此外，在满洲国军的官方月刊《铁心》上，也发表有「金日成匪賊討伐詳報」的详细记录。普天堡的居民声称，他们见到的金日成约为40岁左右。此外，朝鲜总督府逮捕的共犯朴金喆和朴达也供述，袭击普天堡的金日成当时36岁。然而，后来成为朝鲜民主主义人民共和国主席的金日成，当时应当是25岁。正由于这些矛盾的存在，李命英、朴甲东等学者认为，这两个金日成并不是同一人。此外，日本学者和田春树也对金日成的身份表示怀疑。1945年，金日成随苏联红军回到朝鲜时被宣传为抗日英雄；但许多人认为金日成是一位老将军，因而其身份受到质疑，认为是冒牌货。曾在苏联占领时期与金日成共事的苏联军官Grigory Mekler在苏联解体后声称，金日成的前任指挥官是个著名的游击英雄，金成柱在他死后顶替他的名字。但历史学家安德烈·兰科夫认为这不像是真的。:55
日本学者佐佐木春隆则认为，此行动实际上是吴成崙组织的，后来这一功劳被金日成据为己有。游击队袭击普天堡的目的是绑架朝鲜人充当苦力、并绑架当地富人以勒索赎金。

## 后世纪念
今日的朝鲜将这次战斗称为“伟大的朝鲜革命斗争”，是朝鲜“结束亡国历史、实现祖国光复中，起着决定性作用的转折点之一”。朝鲜政府将普天堡镇视为革命圣地，在当地建立普天堡战斗胜利纪念塔以纪念此次事件。於2017年，朝鲜中央银行发行普天堡战斗胜利80周年纪念币，已知发行有金、银、铜三种材质。
朝鲜的普天堡电子乐团也是以这次战斗命名的。